# Glentworth (Royaume-Uni)
Glentworth est une paroisse civile et un village du Lincolnshire, en Angleterre.